# Photoscotosia tonchignearia
Photoscotosia tonchignearia là một loài bướm đêm trong họ Geometridae.